# 马恩普尔
马恩普尔（Manpur），是印度中央邦Indore县的一个城镇。总人口6525（2001年）。

## 人口
该地2001年总人口6525人，其中男性3446人，女性3079人；0—6岁人口962人，其中男517人，女445人；识字率65.53%，其中男性为73.74%，女性为56.35%。